# Сокровище нации: Книга тайн
«Сокровище нации: Книга тайн» (англ. National Treasure: Book of Secrets) — американский приключенческий фильм 2007 года режиссёра Джона Тёртелтауба, снятый компанией Walt Disney Pictures. Является продолжением фильма «Сокровище нации», вышедшего в 2004 году.
Мировая премьера состоялась 27 декабря 2007 года.

## Сюжет
Через несколько дней после окончания гражданской войны в США (14 апреля 1865 г.) Джон Уилкс Бут вместе со своим спутником, Майклом О'Локлуном, приходят в бар и спрашивают Томаса Гейтса (прапрадеда Бена Гейтса, с которого и началась семейная традиция поисков сокровищ). Они приносят с собой записную книжку, содержащую зашифрованное послание, и просят Томаса, как известного специалиста по решению всякого рода головоломок, расшифровать его. Томас определяет, что в сообщении использован шифр Плейфера, и начинает разгадывать его. Пока он выполняет эту работу, Бут убивает президента Линкольна. Томас Гейтс заканчивает разгадку послания, но внезапно обнаруживает, что спутник Бута является Рыцарем Золотого Круга, членом радикальной группы южан-конфедератов, и, если они найдут сокровище, то Конфедерация возобновит военные действия. Поэтому Томас, начав было переводить текст, вырывает страницу из записной книжки и бросает её в огонь. О'Локлун стреляет в Гейтса, и пытается вытащить страницу, но ему удаётся достать лишь полуобгоревшую часть. Тяжело раненый Гейтс, видя эти попытки, говорит ему «Война окончена», но тот возражает «Вы ошибаетесь, война только началась!». О'Локлуном уходит, пожалев и оставив в живых маленького сына Томаса, Чарльза. Перед смертью отец успевает сказать ему только одну фразу: «Дань, которую все платят».
Спустя много лет Бенджамин Гейтс, выступая на конференции, посвящённой героям гражданской войны, где Томаса Гейтса должны причислить к героям-некомбатантам, рассказывает эту историю о своём прапрадеде, когда неожиданно появляется торговец антиквариатом Митч Уилкинсон и показывает уцелевшую часть обгоревшей страницы из дневника Джона Уилкса, на которой написано имя Томаса Гейтса, и утверждает, что эта надпись — неоспоримое свидетельство участия Томаса Гейтса в убийстве Линкольна, ведь близ его имени виднеется латинское слово «artifex», т.е. создатель или автор замысла. Это заявление не даёт покоя Бену Гейтсу, и он начинает искать материалы, которые позволили бы очистить репутацию его прапрадеда.
Используя спектральный анализ, Бен определяет, что на обратной стороне той самой страницы, которая якобы доказывает участие Томаса Гейтса в убийстве, находится шифр, указывающий на Эдуарда Лабуле, автора идеи статуи Свободы. Он приезжает в Париж, где на французской статуе свободы находит следующий ключ, ссылающийся на два стола Резолют. Бен направляется в Букингемский дворец в поисках одного из двух столов. При помощи своего друга Райли Пула и бывшей подруги, Абигейл Чейз, с которой он теперь находится в натянутых отношениях, ему удаётся проникнуть в королевский офис и найти в столе древнюю табличку ацтеков. Об этой находке становится известно Уилкинсону, который, проникнув в дом отца Бена и клонировав его телефон, знает теперь о каждом шаге Бена. Уилкинсон получает табличку, но Бен успевает сфотографировать её при помощи полицейской фотокамеры на дорожном перекрёстке.
Патрик Гейтс получает фотографию таблички и направляется к матери Бена, которая является профессором Мэрилендского университета и крупным специалистом в области ольмекской письменности, и просит её помочь разобраться в загадочных символах на табличке. Она расшифровывает надпись, но сообщает, что это лишь часть текста и должна быть вторая половина. Тут Бен вспоминает, что столов было два, и выясняет, что второй стол находится в Овальном кабинете Белого дома. При помощи нового парня Абигейл, работающего в Белом доме, Бен и Абигейл осматривают стол, но обнаруживают, что второй таблички там нет, но зато есть знак президентской печати. Райли, выпустивший книгу о тамплиерах и истории их с Беном поисков сокровищ, замечает, что ему знакома эта печать и она связана с Книгой Тайн. Книга Тайн пишется президентами и для президентов, в ней находится информация о величайших тайнах Америки, и доступ к ней может получить только президент.
Чтобы узнать, где расположена книга, Бен проникает на день рождения президента в Маунт-Вернон и показывает президенту тайный ход под домом, о существовании которого тот ничего не знал, а взамен просит рассказать ему о книге. Президент сообщает, что книгу следует искать в Библиотеке Конгресса, и просит Бена обратить внимание на страницу 47. Бен находит фотографию второй таблички в книге и узнаёт, что она была найдена президентом Кулиджем в 1924 году, и он, уничтожив её, поручил скульптору Гутзону Борглуму уничтожить все ориентиры в горном массиве Блэк-Хилс, прямо говоря что мемориал горы Рашмор был построен для того, чтобы скрыть сокровище.
Бен, Райли, Абигейл, и Патрик вместе с Митчем (который взял в заложники мать Бена) отправляются к горе. Митч одержим идеей во что бы то ни стало стать человеком, нашедшим легендарный золотой город Сибола, построенный индейцами в доколумбовые времена. Бен находит этот подземный город, но из-за древних защитных систем, начавших затопление местности, им приходится покинуть это место. Искателям сокровищ удаётся выйти из ловушки, но лишь ценой жизни Митча. Оставшийся, чтобы сдержать напор воды и спасти остальных, Митч берёт с Бена обещание занести его в список первооткрывателей. Митч также успевает сообщить, что высказывал обвинения против семьи Гейтса только для того, чтобы сподвигнуть Бена на поиски сокровищ.
Бен встречается с президентом (точнее, его приводят сотрудники ФБР, так как Гейтс некоторое время удерживал президента, что является основанием для обвинения в похищении), и они находят общий язык. В заключение президент спрашивает мнение Бена о странице 47 книги тайн, на что тот отвечает «Это осуществимо».

## В ролях
| Актёр            | Роль                           |
| ---------------- | ------------------------------ |
| Николас Кейдж    | Бенджамин «Бен» Франклин Гейтс |
| Джастин Барта    | Райли Пул                      |
| Диана Крюгер     | Абигейл Чейз                   |
| Джон Войт        | Патрик Гейтс                   |
| Хелен Миррен     | Эмили Эпплтон Гейтс            |
| Эд Харрис        | Митч Уилкинсон                 |
| Харви Кейтель    | агент ФБР Питер Садаски        |
| Брюс Гринвуд     | президент США                  |
| Армандо Риско    | агент ФБР Хендрикс             |
| Алисия Коппола   | агент ФБР Спеллмен             |
| Тай Баррелл      | Коннор                         |
| Кристиан Камарго | Джон Уилкс Бут                 |
| Джоэль Гретч     | Томас Гейтс                    |
| Брент Бриско     | Майкл О'Лафлин                 |
| Альберт Холл     | доктор Николс                  |
| Лиза Шелдон      | Джеклин                        |
| Майкл Мейзе      | Дэниел                         |
| Тимоти Мёрфи     | Сет                            |
| Рэнди Трэвис     | знаменитый музыкант            |

## Прокат
Предпремьерный показ фильма «Сокровище нации: Книга тайн» состоялся 13 декабря 2007 года в Нью-Йорке. В широкий прокат по всему миру фильм вышел в основном 19, 20 и 21 декабря 2007 года (в США — 21 декабря). В России премьера состоялась через неделю за несколько дней до Нового года — 27 декабря. Последней страной, где состоялась премьера, является Финляндия — 15 февраля 2008 года.
Ниже перечислены основные премьеры фильма (полный список см. на IMDb.com):
- — 13 декабря 2007 года (Кинофестиваль в Нью-Йорке)
- — 18 декабря 2007
- — 19 декабря 2007
- — 20 декабря 2007
- — 21 декабря 2007
- — 27 декабря 2007
- — 8 февраля 2008
- — 13 февраля 2008
- — 15 февраля 2008

## Продолжение
Режиссер Джон Тёртелтауб сказал, что команда не спешит снимать продолжение, но Disney уже зарегистрировали домены NationalTreasure3DVD.com и NationalTreasure4DVD.com.
Хотя второй фильм закончился вопросом о книге тайн президента, Тёртелтауб ответил в интервью, что сюжет «Сокровище нации 3» будет совсем другим. В октябре 2013 года Тёртелтауб подтвердил Collider, что сама студия, продюсер Джерри Брукхаймер и актеры хотят сделать третий фильм:

«Мы хотим снимать фильм, Disney хочет снимать фильм. У нас получится просто потрясающий фильм. Готов поспорить, что в течение двух лет мы его снимем. Я бы сказал, что мы примерно на полпути. Это будет не просто великая историческая тайна, но и то, что не имеет ничего общего с тем, что мы делали раньше. Цель состоит в том, чтобы всегда иметь оригинальное продолжение так же просто, как это звучит. Мы действительно хотим убедиться, что третий фильм не просто почувствует себя повторением первого, а будет нечто большим».
— Джон Тёртелтауб
.
В марте 2024 года продюсер Брукхаймер заявил, что третий фильм ещё находится в разработке. А также добавил, что всё зависит от участия Николаса Кейджа.